# Zygmunt Bohusz-Szyszko

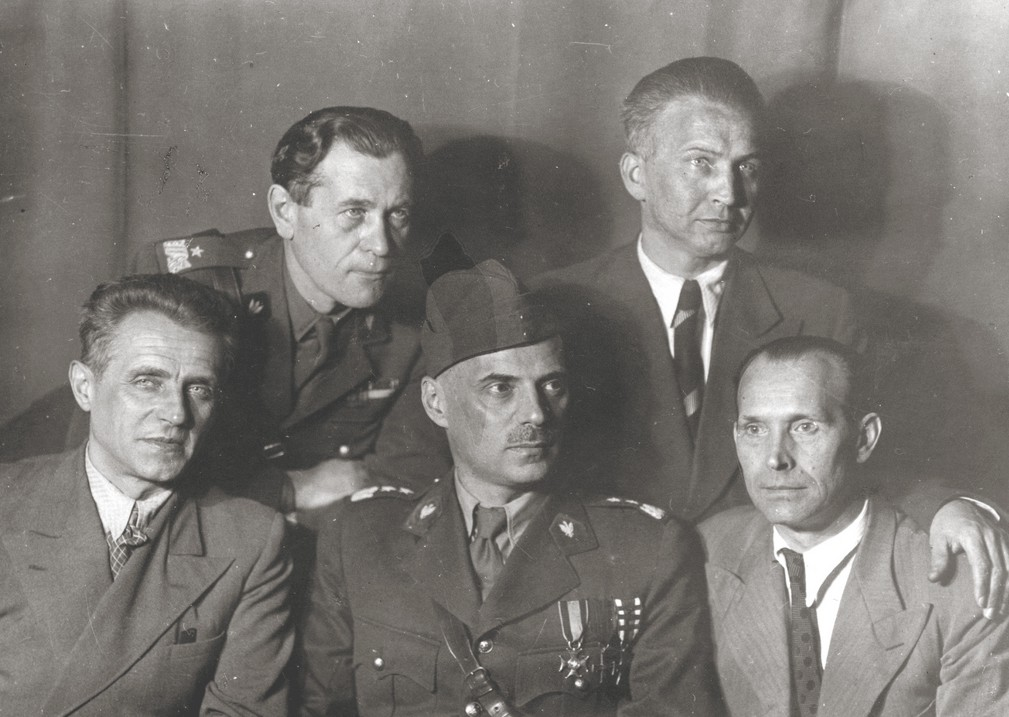
Generałowie: Michał Tokarzewski-Karaszewicz, Władysław Anders, Mieczysław Boruta-Spiechowicz (pierwszy rząd, od lewej), Zygmunt Bohusz-Szyszko, płk Leopold Okulicki (drugi rząd). Polskie Siły Zbrojne w ZSRR 1942

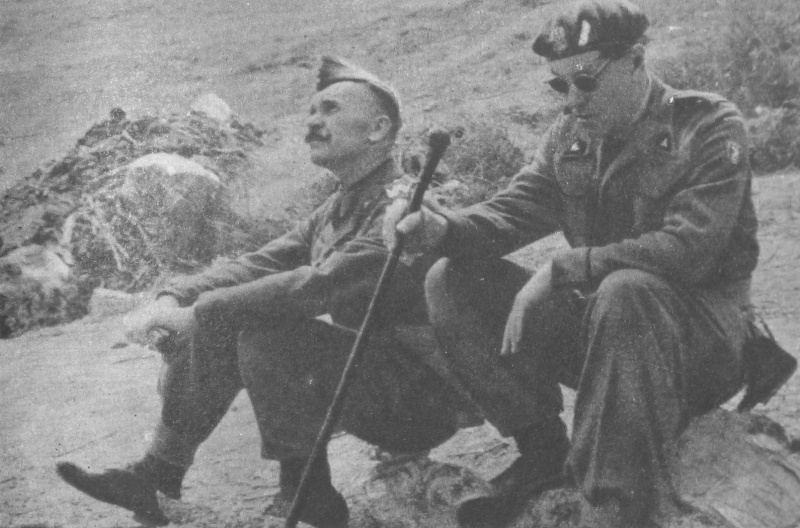
Gen. Bohusz-Szyszko (po prawej)
z gen. Nikodemem Sulikiem

Zygmunt Piotr Bohusz-Szyszko h. Odyniec (ur. 18 stycznia 1893 w Chełmie, zm. 20 czerwca 1982 w Londynie) – polski generał dywizji Polskich Sił Zbrojnych, Generalny Inspektor Sił Zbrojnych (na uchodźstwie) w latach 1976–1980, dwukrotny kawaler Orderu Virtuti Militari.

## Życiorys

### Dzieciństwo i młodość
Urodził się w rodzinie Jakuba, oficera armii rosyjskiej, a później generała brygady Wojska Polskiego, i Heleny z Witowskich. Dzieciństwo i lata młodzieńcze spędził w rodzinnym Chełmie. W 1907 roku przerwał naukę w chełmskim państwowym gimnazjum, gdyż ojciec otrzymał służbowe przeniesienie do Irkucka. W 1911 roku, po ukończeniu Korpusu Kadetów w Pskowie, wstąpił do wyższej szkoły oficerskiej w Moskwie. W 1913 roku, jako dowódca plutonu, służył w rosyjskim 12 pułku grenadierów. Z pułkiem tym wyruszył w 1914 roku na front, gdzie był czterokrotnie ranny. Jesienią 1915 dostał się do niewoli austriackiej, z której zbiegł. Od listopada 1916 roku służył w II Brygadzie Legionów Polskich. Po wyłamaniu się Brygady spod władzy austriackiej, w lutym 1918 roku został internowany w obozie na Węgrzech. Po 4 miesiącach został zwolniony i trafił do 1 pułku piechoty Polskiej Siły Zbrojnej (niem. Polnische Wehrmacht). Jako były oficer armii rosyjskiej zwolniony z obozu jeńców reskryptem Rady Regencyjnej z 25 października 1918 roku został przydzielony do podległego jej Wojska Polskiego i mianowany na stopień porucznika.

### Wojna polsko-bolszewicka
W listopadzie 1918 uczestniczył w rozbrajaniu żołnierzy niemieckich w Warszawie, a następnie wstąpił do odrodzonego Wojska Polskiego. W wojnie polsko-bolszewickiej służył w 2 Dywizji Piechoty Legionów najpierw jako dowódca kompanii, potem batalionu, a od lutego 1919 roku dowodził 2 Kowieńskim pułkiem strzelców, wchodzącym w skład 2 Dywizji Litewsko-Białoruskiej. Walczył z bolszewikami na Wileńszczyźnie, Podlasiu i Mazowszu. W czasie obrony Płocka odniósł poważną ranę. Jednak nie zrezygnował z dalszej walki i brał udział w kontrofensywie sierpniowej 1920 roku.

### Dwudziestolecie międzywojenne
W okresie od lutego do września 1921 roku był oficerem sztabu w dowództwie 19 Dywizji Piechoty. W październiku 1921 roku został skierowany na studia do Szkoły Sztabu Generalnego w Warszawie, przemianowanej w 1922 roku na Wyższą Szkołę Wojenną. 1 października 1923, po odbyciu kursu i otrzymaniu dyplomu naukowego oficera Sztabu Generalnego, został przydzielony do Oddziału V Sztabu Generalnego na stanowisko kierownika referatu generalskiego, pozostając oficerem nadetatowym 62 pułku piechoty w Bydgoszczy. Od maja 1925 roku pełnił obowiązki szefa Oddziału Va Biura Ścisłej Rady Wojennej w Warszawie. W październiku 1926 roku został przeniesiony do Generalnego Inspektoratu Sił Zbrojnych i przydzielony na stanowisko oficera sztabu generała do prac przy Generalnym Inspektorze Sił Zbrojnych, generała brygady Gustawa Orlicz-Dreszera. W listopadzie 1928 roku został przesunięty na stanowisko I oficera sztabu. 15 grudnia 1930 roku Gustaw Orlicz-Dreszer awansował na generała dywizji i został mianowany inspektorem armii. Jednocześnie dotychczasowy skład osobowy generała do prac przy GISZ stał się składem osobowym inspektora armii.
28 stycznia 1931 roku otrzymał przeniesienie ze stanowiska I oficera sztabu Inspektora Armii w Warszawie do 58 pułku piechoty w Poznaniu na stanowisko zastępcy dowódcy pułku. W tym samym czasie w Dzienniku Personalnym Ministerstwa Spraw Wojskowych, na podstawie tytułu wykonawczego Sądu Okręgowego w Warszawie Nr X I J 537/30, sprostowano nazwisko generała brygady w stanie spoczynku Jakuba Krzysztofa Szyszko i jego syna Zygmunta z „Szyszko” na „Bohusz-Szyszko”.
W październiku 1931 roku został przeniesiony do Korpusu Ochrony Pogranicza na stanowisko dowódcy pułku KOP „Głębokie”, którego dowództwo stacjonowało miejscowości Głębokie. 26 stycznia 1934 roku został mianowany zastępcą dowódcy Korpusu Ochrony Pogranicza w Warszawie. W sierpniu 1938 roku został II dowódcą piechoty dywizyjnej 1 Dywizji Piechoty Legionów w Wilnie. 5 sierpnia 1939 roku otrzymał przeniesienie na stanowisko dowódcy piechoty dywizyjnej 16 Pomorskiej Dywizji Piechoty w Grudziądzu. 21 sierpnia 1939 roku zameldował się w Dowództwie 16 DP i „niezwłocznie przystąpił do poznawania przygotowań wojennych, wykonanych w dywizji”. Członek Głównego Sądu Rozjemczego Towarzystwa Rozwoju Ziem Wschodnich w 1939.

### Kampania wrześniowa 1939
Wieczorem 2 września 1939 roku zastąpił pułkownika Stanisława Świtalskiego na stanowisku dowódcy 16 Pomorskiej Dywizji Piechoty, która wchodziła w skład Grupy Operacyjnej „Wschód” w Armii „Pomorze” generała Władysława Bortnowskiego. Dowodzona przez niego dywizja, prowadząc ciężkie walki z nieprzyjacielem, wycofywała się z Grudziądza na Włocławek, a następnie w rejon Łowicza opanowanego już przez Niemców. Tam podporządkowana została dowódcy Armii „Poznań” generałowi dywizji Tadeuszowi Kutrzebie i w dniach 9–18 września wzięła udział w bitwie nad Bzurą, ponosząc ciężkie straty w walkach o Łowicz. Jej szczątki, po przeprawieniu się 18 września przez dolną Bzurę, walczyły jeszcze z niemiecką 4 Dywizją Pancerną aż do zupełnego wyniszczenia. Z niedobitkami, w sile zaledwie dwóch kompanii, płk dypl. Z. Bohusz-Szyszko przedarł się do oblężonej Warszawy i walczył w jej obronie do kapitulacji 28 września; do niewoli nie poszedł.

### Polskie Siły Zbrojne
W styczniu 1940 roku, po dotarciu przez Węgry do Francji, został mianowany dowódcą Samodzielnej Brygady Strzelców Podhalańskich. Wobec napaści ZSRR na Finlandię, rządy Francji i Wielkiej Brytanii postanowiły wysłać tam korpus ekspedycyjny, w którym uczestniczyłaby obok jednostek tych państw także polska Brygada Podhalańska. Zamierzenie nie doszło jednak do skutku, gdyż Finowie 12 marca 1940 roku podpisali traktat pokojowy. Tymczasem 9 kwietnia nastąpił niemiecki atak powietrzny i morski na Norwegię. Na pomoc Norwegom wysłany został z Francji korpus ekspedycyjny, który wylądował na dalekim północnym wybrzeżu norweskim. W jego skład weszła Brygada Strzelców Podhalańskich. Walczyła ona pod Narvikiem. Po wycofaniu, Brygada drogą morską w dniach 3–8 czerwca 1940 roku została przerzucona do Francji, gdzie w ciężkich walkach z wojskami niemieckimi na tzw. reducie bretońskiej w dniach 15–18 czerwca została rozbita. Jej resztki razem z dowódcą zostały przetransportowane do Wielkiej Brytanii.
Od września 1940 roku do sierpnia 1941 roku był komendantem Centralnego Obozu Wyszkolenia I Korpusu Polskich Sił Zbrojnych w Crawford. Po podpisaniu układu Sikorski-Majski, stanął w sierpniu 1941 roku na czele Polskiej Misji Wojskowej w ZSRR, którą Naczelny Wódz, gen. Władysław Sikorski, wysłał do Moskwy dla przeprowadzenia wstępnych uzgodnień. Z powierzonego zadania wywiązał się znakomicie i już 8 sierpnia podpisane zostały niezbędne protokoły. W grudniu 1941 roku, stosownie do otrzymanego od generała Władysława Andersa polecenia, przystąpił do formowania 7 Dywizji Piechoty. Od marca do października 1942 roku był szefem sztabu Armii Polskiej w ZSRR.
Po ewakuacji wojsk polskich z ZSRR na Bliski Wschód, został dowódcą 5 Kresowej Dywizji Piechoty. 16 czerwca 1943 roku został mianowany zastępcą dowódcy 2 Korpusu Polskiego. Z II Korpusem przebył cały szlak bojowy w kampanii włoskiej 1944–1945. W kwietniu 1945 roku, zastępując dowódcę II Korpusu, stoczył zwycięską, ostatnią bitwę o Bolonię.

### Na emigracji
Początkowo służył w Polskim Korpusie Przysposobienia i Rozmieszczenia. Po demobilizacji w 1947 roku, osiedlił się w Londynie. Odnawiał i prowadził drobne naprawy starej porcelany, co pozwalało mu na uzyskanie środków utrzymania.
Brał czynny udział w polskim życiu emigracyjnym. Poświęcił się pracy publicystycznej i pisarstwu historycznemu, publikując wiele artykułów prasowych i prac, a zarazem brał czynny udział w działalności kombatanckiej, starając się służyć pomocą weteranom wojny. W 1942 roku wydał wspomnienia z kampanii wrześniowej 1939 – Wrześniowym szlakiem. W latach 1965–1966 był prezesem Związku Pisarzy Polskich na Obczyźnie.
19 marca 1976 roku został mianowany Generalnym Inspektorem Sił Zbrojnych. 26 maja 1977 i 24 stycznia 1980 był powoływany na członka Głównej Komisji Skarbu Narodowego. Tego samego dnia na ręce Prezydenta RP na Uchodźstwie złożył prośbę o zwolnienie ze stanowiska Generalnego Inspektora Sił Zbrojnych z powodu wieku i złego stanu zdrowia. 18 lutego 1980 roku Prezydent RP Edward Bernard Raczyński, przychylając się do prośby generała, zwolnił go ze stanowiska Generalnego Inspektora Sił Zbrojnych, wyrażając jednocześnie „serdeczne podziękowanie za sprawowanie tego urzędu przez okres prawie 4 lat od 19 marca 1976 roku. W okresie tym reprezentował Pan godnie wspaniałą tradycję Polskich Sił Zbrojnych w II Wojnie Światowej. Dla żołnierzy naszych, rozsypanych po świecie, był Pan moralnym oparciem. Osobistym przykładem ofiarnej pracy i wierności dla Sprawy Niepodległości przyczynił się Pan Generał do podniesienia autorytetu naszych władz legalnych. Poczytywałem sobie za przywilej, że mogłem niedawno, jako wyraz uznania, za Pańską wierną służbę Polsce przez całe życie, udekorować Pana Generała Wielką Wstęgą Orderu Polski Odrodzonej, nadanego przez mego poprzednika”. Podziękowanie Prezydenta RP wraz z jego „wyrazami szacunku oraz życzeniami osobistymi” dla Generała zostały opublikowane 11 marca 1980 roku w Londynie, w Dzienniku Ustaw Rzeczypospolitej Polskiej
Zmarł 20 czerwca 1982 roku w Londynie. Zgodnie ze swoją ostatnią wolą został pochowany na Cmentarzu Wojskowym na Powązkach w Warszawie (kwatera A18-5-20)

## Awanse
- Podporucznik – 1914
- Porucznik – 1916
- Major – 3 maja 1922 roku zweryfikowany ze starszeństwem z dniem 1 czerwca 1919 roku i 425. lokatą w korpusie oficerów piechoty[21]
- Podpułkownik – 23 stycznia 1928 roku ze starszeństwem z dniem 1 stycznia 1928 roku i 23. lokatą w korpusie oficerów piechoty[22]
- Pułkownik – ze starszeństwem z dniem 1 stycznia 1934 roku i 9. lokatą w korpusie oficerów piechoty[23]
- Generał brygady – 19 kwietnia 1940 roku[24]
- Generał dywizji – 1 czerwca 1945 roku[25]

## Ordery i odznaczenia
- Krzyż Złoty Orderu Wojennego Virtuti Militari nr 20
- Krzyż Srebrny Orderu Wojskowego Virtuti Militari nr 4489 (1922)[26]
- Wielka Wstęga Orderu Odrodzenia Polski (30 marca 1979)[27]
- Krzyż Oficerski Orderu Odrodzenia Polski (11 listopada 1936)[28][29]
- Krzyż Walecznych (czterokrotnie)
- Złoty Krzyż Zasługi z Mieczami (dwukrotnie)
- Złoty Krzyż Zasługi (dwukrotnie: 7 sierpnia 1928[30][31], 11 listopada 1938[32])
- Brązowy Medal za Długoletnią Służbę[a]
- Odznaka za Rany i Kontuzje (sześciokrotnie ranny)
- Odznaka Pamiątkowa Generalnego Inspektora Sił Zbrojnych (12 maja 1936)
- Krzyż Wojenny nr 100 (Norwegia)
- Krzyż Wojenny za Męstwo Wojskowe (Włochy)

## Upamiętnienie
W 1990 został wybity medal z podobizną Zygmunta Bohusz-Szyszki o treści Bitwa o Narwik 1940–1990, wydany przez Mennicę Państwową, a zaprojektowany przez Ewę Olszewską-Borys.
Decyzją prezesa Instytutu Pamięci Narodowej z dnia 12 listopada 2019 roku na wniosek prezesa koła Związku Kombatantów RP i Byłych Więźniów Politycznych w Nowym Targu, grób Z. Bohusza-Szyszki na Cmentarzu Powązkowskim (kwatera A18-5-20) został wpisany do prowadzonej przez IPN ewidencji grobów weteranów walk o wolność i niepodległość Polski pod numerem ewidencyjnym 213.
Od 18 lipca 2025 imię gen. dyw. Zygmunta Bohusz-Szyszko nosi 16 Nidzicka Brygada Zmotoryzowana w Załuskach k. Nidzicy.